# Loi du pays (Polynésie française)
En Polynésie française, une loi du pays est un type d'acte administratif adopté par l'Assemblée.

## Champs d'application
L'article 140 de la loi organique du 27 février 2004 portant statut d'autonomie de la Polynésie française définit ainsi les lois du pays dans cette collectivité : « Les actes de l'assemblée de la Polynésie française, dénommés "lois du pays", sur lesquels le Conseil d'État exerce un contrôle juridictionnel spécifique, sont ceux qui, relevant du domaine de la loi, soit ressortissent à la compétence de la Polynésie française en application de l'article 13, soit sont pris au titre de la participation de la Polynésie française à l'exercice des compétences de l'État dans les conditions prévues aux articles 31 à 36 ».
Par l'article 13, les compétences de la Polynésie française sont « toutes les matières qui ne sont pas dévolues à l'État » (nationalité, droits civiques, électoral et civils, libertés publiques, justice, politique étrangère, défense nationale, entrée et séjour des étrangers sauf pour l'accès au travail de ces derniers, sécurité et ordre public, monnaie et trésor, autorisation d'exploitation des liaisons aériennes entre la Polynésie française et tout autre point situé sur le territoire de la France, à l'exception de la partie de ces liaisons située entre la Polynésie française et tout point d'escale situé en dehors du territoire national, police et sécurité de l'aviation civile, police et sécurité maritime, règles de l'administration communale, fonction publique civile et militaire de l'État et statut des autres agents publics de l'État, domaine public de l'État, communication audiovisuelle, enseignement supérieur et recherche). S'y soustraient également les compétences « qui ne sont pas dévolues aux communes en vertu des lois et règlements applicables en Polynésie française ».
Pour ce qui est de la participation de la Polynésie française à l'exercice des compétences de l'État, cela concerne :
- état et capacité des personnes, autorité parentale, régimes matrimoniaux, successions et libéralités,
- recherche et constatation des infractions et dispositions de droit pénal en matière de jeux de hasard,
- entrée et séjour des étrangers, à l'exception de l'exercice du droit d'asile, de l'éloignement des étrangers et de la circulation des citoyens de l'Union européenne,
- communication audiovisuelle,
- services financiers des établissements postaux.

## Procédure

### Initiative
L'article 141 de la loi organique de 2004 déclare : « L'initiative des actes prévus à l'article 140 dénommés "lois du pays" et des autres délibérations appartient concurremment au gouvernement et aux représentants à l'Assemblée de la Polynésie française ».
Les textes émanant de l'exécutif local sont appelés « projets de loi du pays », et ceux des membres de l'Assemblée de la Polynésie française de propositions de loi du pays.

### Passage devant le Haut conseil
La loi organique a instauré un Haut conseil de la Polynésie française. Celui-ci est composé de magistrats de l'ordre administratif ou judiciaire (qui ne doivent pas exercer leurs fonctions en Polynésie française ou y avoir exercé de fonctions au cours des deux années précédant leur nomination), de professeurs et maîtres de conférences des universités dans les disciplines juridiques, les fonctionnaires de catégorie A, les avocats inscrits au barreau et les personnes ayant exercé ces fonctions. Ils sont nommés par arrêté délibéré en conseil des ministres de la Polynésie française, pour une durée de six ans renouvelable une fois. Le Haut conseil est présidé par l'un des magistrats de l'ordre administratif ou judiciaire qui le compose.
Il donne son avis et éventuellement propose les modifications qu'il juge nécessaires, sans délai (sauf en cas d'urgence demandée par les présidents du gouvernement local ou de l'Assemblée de la Polynésie française, il doit alors se prononcer en un mois), sur les avant-projets de lois du pays avant leur adoption par le Conseil des ministres polynésien ou sur les propositions de lois du pays avant leur inscription à l'ordre du jour de l'Assemblée

### Contrôle de l'État
Les lois du pays de la Polynésie française sont soumises au contrôle du Conseil d'État.
De plus, les textes portant sur la participation de la Polynésie française à l'exercice des compétences de l'État doivent être agréés par ce dernier selon une procédure particulière : 
- les projets ou propositions sont transmis par les présidents du gouvernement local ou de l'Assemblée de la Polynésie française au ministre chargé de l'Outre-mer,
- ce ministre, et éventuellement ses collègues intéressés, proposent (dans un délai de deux mois après la réception du projet ou de la proposition de loi du pays) un projet de décret tendant soit à l'approbation totale ou partielle du texte, soit au refus d'approbation (dans ce dernier cas, il doit être motivé), qui est voté en Conseil des ministres national,
- si le décret a approuvé partiellement le texte, l'assemblée de la Polynésie française ne peut adopter la loi du pays que dans les mêmes termes que ceux fixés par le décret en Conseil des ministres.

### Avis consultatifs particuliers
Le Conseil économique, social et culturel de la Polynésie française est saisi par les présidents du gouvernement local ou de l'Assemblée de la Polynésie française pour tout projet ou proposition de loi du pays à caractère économique, social ou culturel. Il doit rendre son avis dans un délai d'un mois, ramené à quinze jours en cas d'urgence déclarée selon le cas par le gouvernement ou par l'assemblée.

### Adoption par l'Assemblée
Selon l'article 142 de la loi organique : « Les actes prévus à l'article 140 dénommés " lois du pays " sont adoptés par l'assemblée de la Polynésie française au scrutin public, à la majorité des membres qui la composent ».

#### Rapporteur et examen en commission
Comme pour les projets ou propositions de loi du pays néo-calédoniennes, les textes de ce type en Polynésie française se voient désigner par l'Assemblée de la Polynésie française en son sein un rapporteur. L'auteur d'une proposition de loi (s'il s'agit d'un seul élu) en est de droit le rapporteur. Sinon, il est désigné par le président de la commission compétente au sein de celle-ci ou parmi les représentants non membres de la commission qui en ont fait la demande. Le rapporteur de la loi du pays dépose, pour enregistrement au secrétariat général de l’assemblée, son rapport qui tient compte des observations de la commission compétente ayant examiné le projet ou la proposition de loi du pays. Ce rapport est imprimé, puis transmis aux représentants douze jours au moins avant la séance.

#### Inscription à l'ordre du jour
L'ordre du jour est fixé trois jours avant la tenue de la séance déterminée par la conférence des présidents de groupe réunie par celui de l'Assemblée. Il est adopté à la majorité simple des voix, chaque président de groupe disposant d'autant de votes que son groupe comporte de membre tandis que le bulletin du président de l'Assemblée l'emporte en cas d'égalité. Cette proposition d'ordre du jour doit ensuite être approuvé par l'ensemble des représentants de l'Assemblée de la Polynésie lors de la séance suivant la conférence des présidents.
Le président de la Polynésie française peut également demander (en la motivant) l’inscription prioritaire à l’ordre du jour de l’Assemblée d’un projet de loi du pays. Celui-ci est alors immédiatement ajouté par la conférence des présidents en tête de liste des questions à examiner par l’Assemblée, qui ne peut remettre en question cette inscription.
Enfin, si une proposition de loi du pays n'a pas fait l’objet d’une inscription à l’ordre du jour au cours de la session durant laquelle elle a été présentée, son auteur peut la déposer directement devant l’Assemblée au cours de la première séance de la session suivante : il est alors choisi de l'admettre, de la rejeter ou de la renvoyer en commission. Si l'admission de la proposition a été votée, son auteur rédige son rapport et le texte est examiné par l’Assemblée lors de la séance qui suit l’expiration du délai de douze jours après le dépôt du rapport.
Pour les projets de loi du pays relatifs aux impôts et taxes accompagnant un projet de budget (lorsque le budget initial a été rejeté) destinés à assurer son vote en équilibre réel, doivent être adoptés dans un délai de cinq jours après leur dépôt. Dans le cas où ce délai n'est pas respecté, le président de la Polynésie française peut engager sa responsabilité devant l'Assemblée : le budget et les lois de pays relatives aux impôts et taxes associées sont réputés adoptés, à moins qu'une motion de renvoi, présentée sous cinq jours après l'engagement de la responsabilité par au moins le quart des membres de l'Assemblée de la Polynésie française, ne soit adoptée à la majorité absolue de ses membres. Cette motion de renvoi comporte une proposition de budget ainsi qu'éventuellement des propositions de loi du pays relatives aux impôts et taxes, et propose le nom du nouveau président de la Polynésie française qui entrera en fonction si la motion est adoptée. La séance de vote de la motion a lieu le neuvième jour (ou le premier jour ouvrable) après son dépôt.

#### Amendements
D'après l'article 36 du règlement intérieur de l'Assemblée de la Polynésie française : « Le gouvernement et les représentants ont le droit de présenter des amendements aux textes déposés sur le bureau de l’assemblée ». Ceux-ci doivent être formulés par écrit, sommairement motivés, signés par l’un au moins des auteurs et déposés sur le bureau de l’assemblée ou présentés en commission. Les amendements des représentants cessent d'être recevables dès le début de la discussion générale sur le rapport lors de la séance du vote. Par la suite, seuls le gouvernement, le rapporteur peuvent déposer (ou accepter le dépôt) un amendement, tandis que tous les sous-amendements (portant sur les amendements précédemment déposés) sont recevables. Toutefois, un amendement ne peut porter que sur un seul article, et un sous-amendement ne doit pas contredire le sens de l'amendement visé. La question de la recevabilité des amendements et sous-amendements est soumise, avant leur discussion, à la décision de l’assemblée. Seul l’auteur de l’amendement, un orateur contre, le rapporteur et le gouvernement peuvent intervenir dans ce débat.

#### Séance d'adoption
La séance portant adoption d'un projet ou d'une proposition de loi du pays selon la procédure ordinaire a lieu comme suit,, :
- la discussion sur le texte :
  - ouverte par l'exposé du rapporteur,
  - discussion générale sur le rapport,
  - si le rapport d'une commission a conclu au rejet d’un projet ou d’une proposition de loi du pays, ou n'a pas présenté de conclusions, le président de la séance appelle l’Assemblée à se prononcer sur la question préalable d’avoir à débattre du projet ou de la proposition, avant l’ouverture de la discussion générale,
  - discussion générale sur l'ensemble du texte dans sa rédaction issue des travaux de la commission compétente,
- la discussion et le vote des articles et amendements, avec pour chaque article :
  - discussion sur l'article, la parole n'étant accordée qu'une seule fois à chaque orateur à l'exception du droit de réponse aux présidents et aux rapporteurs,
  - discussion sur le ou les éventuels amendements portant sur l'article en question, dans un ordre précis : d'abord les éventuels amendements de suppression de l'article, puis les autres propositions à raison du degré de modification apporté (ceux qui s'y opposent, s'y intercalent ou s'y ajoutent),
  - vote du ou des éventuels amendements,
  - vote de l'article.
- les explications de vote sur l'ensemble du projet ou de la proposition, la parole étant accordée par le président de la séance pour deux minutes au président de  chaque groupe politique constitué ainsi qu'à tout représentant qui en a fait la demande,
- le vote sur l'ensemble du projet ou de la proposition de loi du pays, soit à main levée (mode habituel), soit par « assis et debout » (si le décompte des voix à main levée est soumis à un doute), au scrutin public à l'appel nominal de chaque représentant (si le deuxième vote par « assis et debout » est à nouveau soumis à un doute, ou si la majorité des représentants en fait la demande) ou au scrutin secret (si la majorité des représentants en fait la demande).

Le président de l’Assemblée ou le président d’un groupe peuvent demander en conférence des présidents, ainsi que le président du gouvernement directement au président de l'Assemblée, qu’un projet ou une proposition de loi du pays soit examiné selon la procédure d’examen simplifiée. Elle se déroule alors comme suite :
- intervention du ministre concerné s'il s'agit d'un projet de loi du pays, suivie de celle du rapporteur,
- discussion générale,
- discussion et vote sur les seuls articles soumis à amendement,
- vote sur l'ensemble du texte.

#### Seconde lecture
Une nouvelle délibération peut être demandée par le Haut-commissaire ou le Conseil des ministres local sur tout ou partie d'une loi du pays votée en première lecture, pendant les huit jours qui suivent l'adoption de cet acte. Cette seconde lecture ne peut être refusée et ne peut intervenir moins de huit jours après la demande. Si elle n'est pas en session, l'assemblée est spécialement réunie à cet effet (sauf si la durée cumulée des sessions extraordinaires convoquées depuis la fin de la précédente session ordinaire a déjà atteint la limite de deux mois).

### Saisine du Conseil d'État
À l'expiration de la période de huit jours suivant l'adoption en première lecture d'une loi du pays ou à partir du lendemain du vote en seconde lecture, le Haut-commissaire, le président de la Polynésie française, celui de l'Assemblée de la Polynésie française ou six représentants de cette dernière peuvent, dans un délai de quinze jours, déférer cet acte au Conseil d'État. Les personnes physiques ou morales peuvent également saisir cette institution dans le mois suivant la publication pour information de la loi du pays au Journal officiel de la Polynésie française (JOPF, qui a lieu huit jours après la première lecture ou au lendemain de la deuxième délibération).
Le Conseil d'État se prononce au regard de la Constitution, des lois organiques, des engagements internationaux et des principes généraux du droit, dans un délai de trois mois après sa saisine. S'il constate qu'une disposition au moins de la loi du pays visée est contraire à la Constitution, aux lois organiques, aux engagements internationaux et aux principes généraux du droit, et que cette mesure est indissociable du reste du texte, celui-ci ne peut être promulgué. Si en revanche il estime que la disposition incriminée n'est pas inséparable de l'ensemble de la loi du pays, seule cette disposition ne peut être promulguée. Dans ce dernier cas, le président de la Polynésie française peut, dans les dix jours qui suivent la publication de la décision du Conseil d'État au Journal officiel de la Polynésie française, soumettre la disposition concernée à une nouvelle lecture de l'Assemblée de la Polynésie française, afin d'en assurer la conformité aux normes juridiques françaises avec lesquelles elle était jugée incompatible.

### Promulgation
Une fois passé un délai d'un mois et huit jours (s'il n'y a eu qu'une délibération) ou un mois et un jour (en cas de seconde lecture) après l'adoption de la loi du pays par l'Assemblée de la Polynésie française, ou à la suite de la publication au Journal officiel de la Polynésie française de la décision du Conseil d'État, le président de la Polynésie française promulgue le texte sous dix jours. Il transmet l'acte de promulgation au Haut-commissaire, et la loi du pays est publiée au Journal officiel de la Polynésie française.

## Application et sanctions
Les lois du pays sont exécutées par arrêté du gouvernement de la Polynésie française.
Les articles 20 et 21 de la loi organique de 2004 donne à la Polynésie française un pouvoir d'organiser la répression du non-respect des dispositions des lois du pays.
Il s'agit tout d'abord d'amendes : « La Polynésie française peut assortir les infractions aux actes prévus à l'article 140 dénommés "lois du pays" ou aux délibérations de l'assemblée de la Polynésie française de peines d'amende, y compris des amendes forfaitaires dans le cadre défini par le code de procédure pénale, respectant la classification des contraventions et délits et n'excédant pas le maximum prévu pour les infractions de même nature par les lois et règlements applicables en matière pénale. Elle peut assortir ces infractions de peines complémentaires prévues pour les infractions de même nature par les lois et règlements applicables en matière pénale ». Leur produit « est versé au budget de la Polynésie française ». S'y ajoute d'éventuelles sanctions administratives.
Mais il peut s'agir également de peines d'emprisonnement : « La Polynésie française peut assortir les infractions aux actes prévus à l'article 140 dénommés "lois du pays" de peines d'emprisonnement n'excédant pas la peine maximum prévue par les lois nationales pour les infractions de même nature, sous réserve d'une homologation préalable de sa délibération par la loi. Jusqu'à l'entrée en vigueur de la loi d'homologation, seules les peines d'amende et les peines complémentaires éventuellement prévues par la délibération sont applicables ».